# Добринка (станция)
До́бринка — станция Мичуринского региона Юго-Восточной железной дороги. Расположена в посёлке Добринка Липецкой области.
Станция была построена 18 декабря 1869 года на открытой тогда же железнодорожной линии Грязи — Борисоглебск. Станцию назвали по соседней деревне Добринка (ныне центр Добринского района Липецкой области). При станции стал расти посёлок, который вскоре объединился с деревней Добринкой.
Помимо вокзала на станции построили казарму-общежитие для неженатых служащих (нынешний адрес: ул. Горького, 2) и целый ряд  других станционных построек.  До начала 1990-х годов на станции были расположены деревянные пакгаузы.
В 1964 году старое здание станции Добринка разобрали.
С октября 1888 года по январь 1889 года на станции работал ночным сторожем Максим Горький (см. также статью «Добринка»). Начальником станции в те годы  был П.П. Архангельский (Горький его упоминает  в своем  рассказе "Сторож" как Африкана Петровского)

## Расписание движения

### Поезда дальнего следования
| Круглогодичное обращение поездов | Круглогодичное обращение поездов | Круглогодичное обращение поездов | Круглогодичное обращение поездов |
| № поезда                         | Маршрут движения                 | № поезда                         | Маршрут движения                 |
| -------------------------------- | -------------------------------- | -------------------------------- | -------------------------------- |
| 15                               | на ходу                          | 16                               | Москва — Волгоград               |
| 89                               | Волгоград — Санкт-Петербург      | 90                               | Санкт-Петербург — Волгоград      |

| Сезонное обращение поездов | Сезонное обращение поездов   | Сезонное обращение поездов | Сезонное обращение поездов |
| № поезда                   | Маршрут движения             | № поезда                   | Маршрут движения           |
| -------------------------- | ---------------------------- | -------------------------- | -------------------------- |
| 475                        | Адлер — Москва               | 476                        | Москва — Адлер             |
| 587                        | Имеретинский курорт — Москва | 588                        | техническая стоянка        |

### Пригородное движение
| Направление         | Прибытие | Отправление | Прибытие на конечный пункт | Дни следования |
| ------------------- | -------- | ----------- | -------------------------- | -------------- |
| Жердевка — Липецк   | 06:30    | 06:32       | 09:19                      | ежедневно      |
| Елец — Борисоглебск | 09:12    | 09:14       | 12:48                      | ежедневно      |
| Борисоглебск — Елец | 17:35    | 17:37       | 22:32                      | ежедневно      |
| Липецк — Жердевка   | 19:13    | 19:15       | 20:54                      | ежедневно      |